# 丘汝材
丘汝材（1553年—？），字德甫，號梁雲，福建漳州府漳浦縣人，軍籍，明朝政治人物。

## 生平
萬曆七年（1579年）己卯科福建鄉試第六十名，萬曆八年（1580年）庚辰科會試第一百八十一名，登三甲第八十五名進士。兵部觀政，本年任浙江永嘉知县，卒。

## 家族
曾祖丘亨；祖父丘閑；父丘時庸，曾任府通判。母程氏；前母李氏；繼母程氏。